# Гусиный лук покрывальцевый
Гусиный лук покрывальцевый (лат. Gagea spathacea) — луковичное растение, вид рода Гусиный лук (Gagea) семейства Лилейные (Liliaceae). Произрастает в Европе.

## Описание
Луковичное многолетнее растение, обычно от 15 до 25 см высотой. Две неравномерные яйцевидные луковицы, длиною от 10 до 18 мм, шириною от 6 до 10 мм, завернуты в светло-коричневую оболочку. До 54 маленьких боковых луковиц присутствуют вне оболочку. Из луковиц растут стебель и два базальных листа.
Стебель прямой, одиночный, неразветвлённый и голый. Базальные листья обычно длиннее соцветия или редко равны. Они свищевые, голые, от 15 до 20, длиной до 28 см, шириной от 1 до 1,5 мм. Один лист продолговато-ланцетный и голый. Есть два грубых прицветника. Нижняя часть — немного длиннее соцветия, лопаточная, длиной от 40 до 80 мм, шириной от 4 до 6 мм, с венами от 8 до 13. Верхний отросток линейно-ланцетный, от 3 до 5 вен. Длина от 15 до 25 мм, ширина от 1 до 2 мм, от 3 до 17 мм над нижним прижимом.

## Размножение
Gagea spathacea размножается вегетативно. Растение вкладывает больше усилий в создание новых луковиц, нежели в увеличение размера основной луковицы (что уменьшает возможность цветения). Жизнеспособными являются только 16,3 ± 22,8 % пыльцевых зерен; во многих популяциях семена не развиваются вовсе. Также возможен партеногенез или скрещивание с другими представителями Gagea.

## Болезни
Gagea spathacea может быть заражена грибком Vankya ornithogali.